# چارلز هاچت
چارلز هاچت (انگلیسی: Charles Hatchett؛ (زاده ۲ ژانویه ۱۷۶۵ – درگذشته ۱۰ مارس ۱۸۴۷) شیمیدان بریتانیایی بود که عنصر نیوبیم را کشف کرد.

## زندگی‌نامه
هاچت در خیابان لانگ ایکر لندن زاده شد. پدرش جان هاچت سازنده کالسکه بود.
در سال ۱۸۰۰ در محله چیزیک لندن کاری در ارتباط با شیمی بنیانگذاری کرد.
در سال ۱۸۰۱ هنگام کار برای موزه بریتانیا در لندن، هاچت یک تکه کانی کلومبیت موجود در مجموعه این موزه را بررسی کرد. مشخص شد که کلومبیت مادهٔ معدنی بسیار پیچیده‌ای است، و هاچت کشف کرد که آن کانی خاک جدیدی دارد که نشانه وجود عنصر جدیدی است. او عنصر جدید را به افتخار کاشف آمریکا، کریستف کلمب، کلمبیوم نامید. وی در ۲۶ نوامبر همان سال کشفش را در برابر اعضای انجمن سلطنتی اعلام کرد.عنصر بعدها دوباره کشف شده و به نام نیوبیم نام فعلی‌اش نامگذاری شد.
بعدها هاچت از کار به عنوان یک شیمیدان دست کشید تا به‌طور تمام وقت به حرفه خانوادگی‌اش یعنی ساخت کالسکه بپردازد.

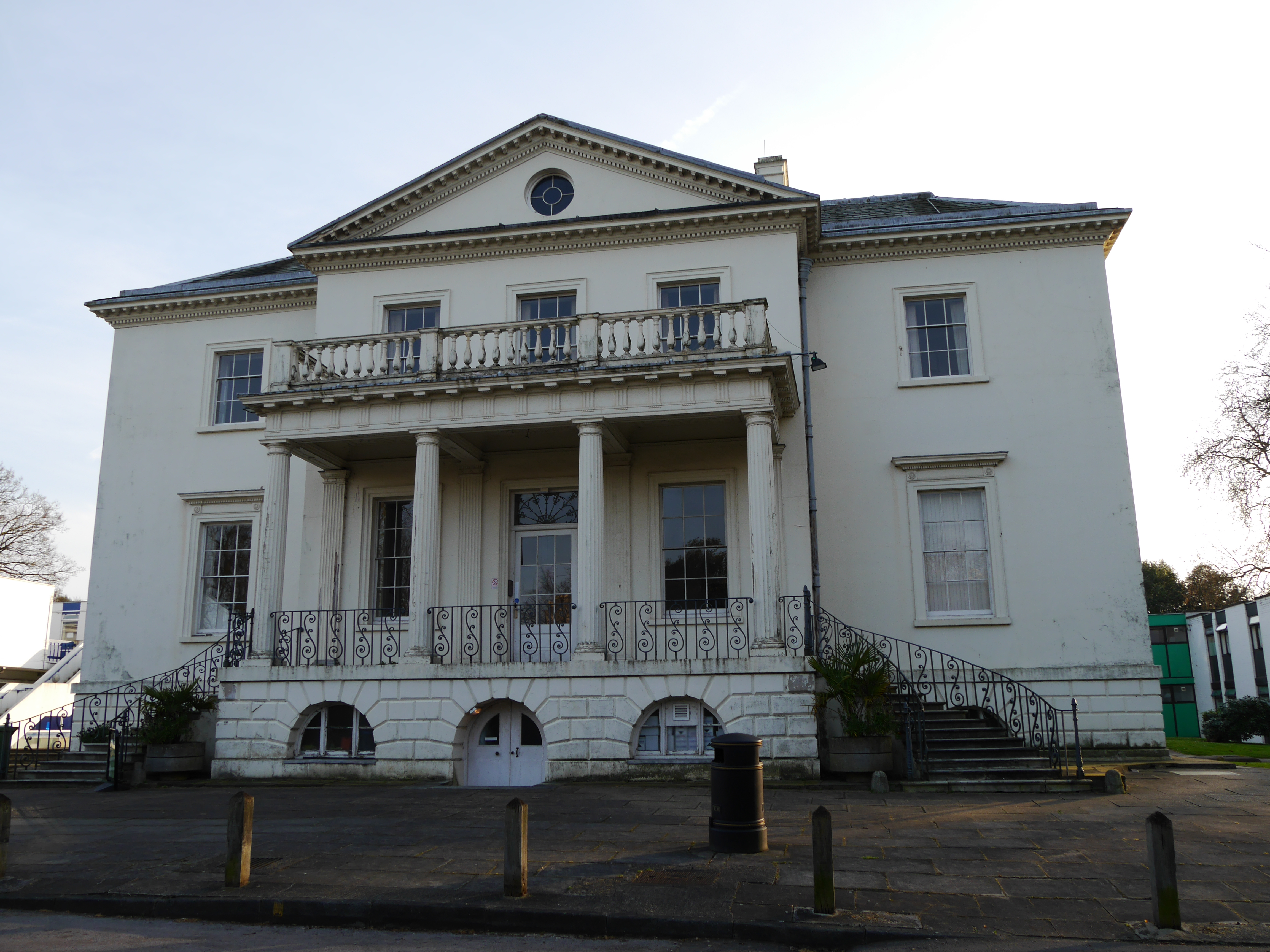
مآنت کلیر، نمای جلویی

او از سال ۱۸۰۷ تا ۱۸۱۹ در مآنت کلیر، روهامپتون زندگی کرد.
هاچت در چلسی لندن درگذشت، و در همان کلیسایی که ویلیام هرشل دفن شده بود، به خاک سپرده شد.